# Orthobula calceata
Orthobula calceata är en spindelart som beskrevs av Simon 1897. Orthobula calceata ingår i släktet Orthobula och familjen flinkspindlar.
Artens utbredningsområde är Sierra Leone. Inga underarter finns listade i Catalogue of Life.